# Trượt tuyết nhảy xa tại Thế vận hội Mùa đông 2018 - Đồi lớn đồng đội nam
Nội dung đồi lớn đồng đội nam của môn trượt tuyết nhảy xa tại Thế vận hội Mùa đông 2018 diễn ra vào ngày 19 tháng 2 năm 2018 tại Sân vận động Trượt tuyết nhảy xa Alpensia ở Pyeongchang, Hàn Quốc.

## Vòng loại
Các đội tuyển tham dự gồm:
- Áo
- Cộng hòa Séc
- Phần Lan
- Đức
- Ý
- Nhật Bản
- Na Uy
- Vận động viên Olympic từ Nga
- Ba Lan
- Slovenia
- Hàn Quốc
- Hoa Kỳ

## Kết quả
Chung kết bắt đầu lúc 21:30.
|      |                        |                                                                                                   | Vòng 1                  | Vòng 1                        | Vòng 1 | Vòng cuối               | Vòng cuối                     | Vòng cuối | Tổng                           |
| Hạng | Số áo                  | Quốc gia                                                                                          | Thành tích (m)          | Điểm                          | Hạng   | Thành tích (m)          | Điểm                          | Hạng      | Điểm                           |
| ---- | ---------------------- | ------------------------------------------------------------------------------------------------- | ----------------------- | ----------------------------- | ------ | ----------------------- | ----------------------------- | --------- | ------------------------------ |
| 1    | 12 12–1 12–2 12–3 12–4 | Na Uy · Daniel-André Tande · Andreas Stjernen · Johann André Forfang · Robert Johansson           | 136.0 133.0 132.5 137.5 | 545.9 141.8 134.6 132.3 137.2 | 1      | 140.5 135.5 132.0 136.0 | 552.6 145.5 139.8 129.7 137.6 | 1         | 1098.5 287.3 274.4 262.0 274.8 |
| 2    | 11 11–1 11–2 11–3 11–4 | Đức · Karl Geiger · Stephan Leyhe · Richard Freitag · Andreas Wellinger                           | 136.0 128.0 134.5 140.0 | 543.9 139.4 124.1 134.5 145.9 | 2      | 134.0 129.0 134.5 134.5 | 531.8 131.7 126.0 135.8 138.3 | 2         | 1075.7 271.1 250.1 270.3 284.2 |
| 3    | 10 10–1 10–2 10–3 10–4 | Ba Lan · Maciej Kot · Stefan Hula · Dawid Kubacki · Kamil Stoch                                   | 129.5 130.0 138.5 139.0 | 540.9 128.3 129.8 139.7 143.1 | 3      | 133.0 134.0 135.5 134.5 | 531.5 127.0 134.8 135.3 134.4 | 3         | 1072.4 255.3 264.6 275.0 277.5 |
| 4    | 9 9–1 9–2 9–3 9–4      | Áo · Stefan Kraft · Manuel Fettner · Gregor Schlierenzauer · Michael Hayböck                      | 133.5 122.5 127.5 133.5 | 493.7 131.8 109.9 118.0 134.0 | 4      | 126.5 125.5 122.5 136.5 | 484.7 116.7 118.2 111.3 138.5 | 4         | 978.4 248.5 228.1 229.3 272.5  |
| 5    | 8 8–1 8–2 8–3 8–4      | Slovenia · Jernej Damjan · Anže Semenič · Tilen Bartol · Peter Prevc                              | 126.5 125.0 129.5 134.5 | 492.4 118.9 116.5 120.6 136.4 | 5      | 129.5 123.5 122.0 133.5 | 475.4 122.2 111.1 111.0 131.1 | 5         | 967.8 241.1 227.6 231.6 267.5  |
| 6    | 7 7–1 7–2 7–3 7–4      | Nhật Bản · Taku Takeuchi · Daiki Ito · Noriaki Kasai · Ryoyu Kobayashi                            | 124.0 126.0 124.0 132.5 | 475.5 113.6 117.6 112.2 132.1 | 6      | 123.0 125.0 130.0       | 465.0 110.5 109.8 117.9 126.8 | 6         | 940.5 224.1 227.4 230.1 258.9  |
| 7    | 6 6–1 6–2 6–3 6–4      | Vận động viên Olympic từ Nga · Alexey Romashov · Denis Kornilov · Mikhail Nazarov · Evgeni Klimov | 117.5 122.0 115.0 123.0 | 409.6 99.4 108.6 90.6 111.0   | 7      | 114.0 121.5 115.5 122.0 | 400.2 90.1 107.5 93.8 108.8   | 7         | 809.8 189.5 216.1 184.4 219.8  |
| 8    | 5 5–1 5–2 5–3 5–4      | Phần Lan · Janne Ahonen · Andreas Alamommo · Jarkko Määttä · Antti Aalto                          | 122.5 117.0 118.0 115.0 | 397.5 109.7 97.3 97.6 92.9    | 8      | 120.5 115.5 113.5 118.5 | 392.9 104.6 94.8 89.5 104.0   | 8         | 790.4 214.3 192.1 187.1 196.9  |
| 9    | 3 3–1 3–2 3–3 3–4      | Hoa Kỳ · Casey Larson · William Rhoads · Michael Glasder · Kevin Bickner                          | 111.5 107.5 113.0 131.0 | 377.2 85.7 80.4 86.4 124.7    | 9      |                         |                               |           |                                |
| 10   | 4 4–1 4–2 4–3 4–4      | Cộng hòa Séc · Viktor Polášek · Vojtěch Štursa · Čestmír Kožíšek · Roman Koudelka                 | 116.0 107.0 111.5 124.0 | 370.1 95.7 78.3 84.6 111.5    | 10     |                         |                               |           |                                |
| 11   | 2 2–1 2–2 2–3 2–4      | Ý · Federico Cecon · Davide Bresadola · Sebastian Colloredo · Alex Insam                          | 102.0 114.0 115.0 122.5 | 364.5 69.7 94.9 94.3 105.6    | 11     |                         |                               |           |                                |
| 12   | 1 1–1 1–2 1–3 1–4      | Hàn Quốc · Kim Hyun-ki · Park Je-un · Choi Heung-chul · Choi Se-ou                                | 102.5 81.5 110.5 115.0  | 274.5 68.8 29.4 83.3 93.0     | 12     |                         |                               |           |                                |